# Rigny-le-Ferron

Rigny-le-Ferron este o comună în departamentul Aube din nord-estul Franței. În 1 ianuarie 2022 avea o populație de 322 de locuitori.